# ریوالتو
ریوالتو (به ایتالیایی: Rivalto) یک منطقهٔ مسکونی در ایتالیا است که در کیانی (کومونه) واقع شده‌است. ریوالتو ۹۶ نفر جمعیت دارد و ۳۴۹ متر بالاتر از سطح دریا واقع شده‌است.